# Oreodytes
Oreodytes es un género de coleópteros adéfagos  perteneciente a la familia Dytiscidae. 

## Especies seleccionadas
- Oreodytes alaskanus	(Fall 1926)
- Oreodytes alpinus	(Paykull 1798)
- Oreodytes babai	(Sato 1990)
- Oreodytes bidentatus	Gyll.
- Oreodytes borealis	Geitl.
- Oreodytes crassulus
- Oreodytes dauricusn 	(Motschulsky 1860)
- Oreodytes davisi	Curt.